# Chris Tardio
Chris Tardio (New York, 20 settembre 1979) è un attore statunitense.

## Filmografia

### Cinema
- Passionada, regia di Dan Ireland (2002)
- Un boss sotto stress (Analyze That), regia di Harold Ramis (2002)
- Ash Tuesday, regia di Jim Hershleder (2003)
- Lei mi odia (She Hate Me), regia di Spike Lee (2004)
- In the Mix - In mezzo ai guai (In the Mix), regia di Ron Underwood (2005)
- The Hungry Ghosts, regia di Michael Imperioli (2009)
- Worth - Il patto (Worth), regia di Sara Colangelo (2020)

### Televisione
- I Soprano (The Sopranos) – serie TV, 4 episodi (2000)
- Sex and the City – serie TV, episodio 3x04 (2000)
- Squadra emergenza (Third Watch) – serie TV, episodio 2x05 (2000)
- Law & Order - Unità vittime speciali (Law & Order: Special Victims Unit) – serie TV, episodio 4x04 (2002)
- Law & Order - I due volti della giustizia (Law & Order) – serie TV, episodio 13x16 (2003)
- Così gira il mondo (As the World Turns) – soap opera, puntate 1x12279-1x12345 (2004)
- CSI: NY – serie TV, episodio 1x21 (2005)
- The Unit – serie TV, episodio 2x08 (2006)
- Senza traccia (Without a Trace) – serie TV, episodio 5x09 (2006)
- NCIS - Unità anticrimine (NCIS) – serie TV, episodio 4x17 (2007)
- Hustle - I signori della truffa (Hustle)  – serie TV, episodio 4x06 (2007)
- Bones – serie TV, episodio 3x02 (2007)
- CSI: Miami – serie TV, episodio 6x07 (2007)
- NCIS: Los Angeles – serie TV, episodio 1x04 (2009)
- Lie to Me – serie TV, episodio 2x15 (2010)
- Justified – serie TV, episodio 3x11 (2012)
- Il risolutore (The Finder) – serie TV, episodio 1x12 (2012)
- Hollywood Heights - Vita da popstar (Hollywood Heights) – serie TV, episodio 1x71 (2012)
- Blue Bloods – serie TV, episodio 3x02 (2012)
- Perception – serie TV, episodio 3x10 (2014)
- Daredevil – serie TV, 4 episodi (2015)
- Younger – serie TV, 14 episodi (2016-2021)
- The Blacklist: Redemption – serie TV, episodio 1x05 (2017)
- The Neighborhood – serie TV, episodio 1x02 (2018)
- Ray Donovan – serie TV, 8 episodi (2018-2019)
- FBI: Most Wanted – serie TV, episodio 2x05 (2021)
- NCIS: New Orleans – serie TV, episodio 7x12 (2021)
- Pose – serie TV, episodio 3x05 (2021)

## Doppiatori italiani
Nelle versioni in italiano delle opere in cui ha recitato, Chris Tardio è stato doppiato da:
- Alessandro Quarta ne I Soprano
- Giuliano Bonetto in CSI: NY
- Carlo Scipioni in NCIS - Unità anticrimine
- Roberto Chevalier in CSI: Miami
- Gianfranco Miranda in NCIS: Los Angeles
- Riccardo Niseem Onorato in Lie To Me
- Stefano Starna ne Il risolutore
- Simone D'Andrea in Blue Bloods
- Alessandro Messina in Perception
- Fabrizio Dolce in Daredevil
- Massimo Triggiani in Worth - Il patto
- Dimitri Winter in NCIS: New Orleans
- Marco Vivio in FBI: Most Wanted